# 人間腸詰
『人間腸詰』（にんげんそうせえじ）は、探偵小説作家夢野久作の短編小説。雑誌『新青年』の昭和11年（1936年）3月号に掲載された。

## あらすじ
江戸っ子大工の治吉が、若い時分の奇怪な体験を語る。
1904年（明治37年）、アメリカはセントルイスで開催される万国博覧会に日本も参加することとなり、当時27歳の治吉は仲間の庭師たちと共に「台湾館」（当時、台湾は日本の植民地）建設のために渡米する。太平洋を渡る船の中、地球が丸いことがてんで信じられず、治吉は鸚鵡・小便（おうむ・シッコ）になりかける。それでもセントルイスに到着するや、大工としての本領を発揮、ちょうな使いの腕前や寄木細工のカラクリ箱でアメリカ人たちを驚愕させる。
やがて中国建築の台湾館が完成し、博覧会が開幕する。治吉はフロックコートで正装して客引きに早変わり、台湾館の前に立ち、現場責任者の工学士・藤村に教え込まされた英語の文句
じゃぱん がばめん ふぉるもさ ううろんち わんかぷ てんせんす かみんかみん
を始終連呼する。「日本専売局台湾烏龍茶 1杯10銭 イラハイイラハイ」の意味だということなど知らず、ただ、「毛唐のまじない文句」だと思い込んで大声でわめく治吉だったが、それでも客は引きも切らない。1杯10セントの烏龍茶と煎餅で歓待された客は、帰りがけに10セントも5ドルも彼にチップを弾んでくれるのだった。
博覧会を指揮する男爵様や藤村からは「手を出したら最後、アメリカにタタき放してやるからそう思え」と厳命されるものの、治吉は若さゆえに給仕を務める6人の娘たちが気になって仕方がない。
そんな折、6人の給仕のうち2人が病気となる。そこで急遽の埋め合わせとして、セントルイスの中華料理店で働く娘が助っ人として雇われてくる。その2人の娘、チイチイとフイフイが、揃いも揃って治吉に色目を使い出す。

## 独白体形式
この作品は、一人の人物が延々と事件の顛末を明かしていく独白体による形式であり、久作はこの作品の他にも、『悪魔祈祷書』『支那米の袋』『死後の恋』など、独白体形式の作品をいくつも残している。
『瓶詰の地獄』『少女地獄』『押絵の奇蹟』などの作品に用いられた書簡体形式とともに、夢野作品ではこの2種類の手法が効果的に用いられていることが多い。

## 補足
- 物語終盤、治吉の命を救うことになるフイフイは、天草早浦（現在の天草市早浦）出身のからゆきさんである。
- 登場するセントルイスのギャングの名は「カント・デック」。「カント」は女性器、「デック」は男性器を意味する英語の俗語である。
- セントルイス万国博覧会において、アメリカの食文化に多大な影響を与え、その後世界中に広まった食品がいくつも発明された。英国人茶商のリチャード・ブレチンデンは、炎天下で熱い紅茶に見向きもしない入場者を呼び込もうと、氷を入れた紅茶・アイスティーを発明した。アイスクリームを手に持って気軽に食べられるようアイスクリーム・コーンに盛り付けて売るスタイルが確立した。また、茹で立てのソーセージを細長いパンに挟むことで、手を汚さず食べられるホットドッグは、この博覧会場で発明されたとも言われている。